# Megerlia gigantea
Megerlia gigantea är en armfotingsart som först beskrevs av Gérard Paul Deshayes 1863.  Megerlia gigantea ingår i släktet Megerlia och familjen Kraussinidae. Inga underarter finns listade i Catalogue of Life.